# Cannon Fodder
Cannon Fodder (дословно — «пушечное мясо») — компьютерная игра, созданная Sensible Software для ПК Commodore Amiga в 1993 году. Она сочетает в себе черты стратегии в реальном времени и action.
Главным девизом игры был «Война ещё никогда не была такой весёлой» (англ. War has never been so much fun).
Также была выпущена вторая часть игры, которая была намного сложнее первой. Всего на Amiga вышло 5 частей игры: Cannon Fodder, Cannon Fodder 2, Cannon Fodder 2: Alien Levels, Cannon Fodder 2: Not Very Festive и Cannon Fodder+.
В 2011 году вышла третья часть серии, которую разработала (совместно с Burut CT) и выпустила российская компания Game Factory Interactive.

## Геймплей
Игра разделена на ряд миссий, которые, в свою очередь, делятся на фазы. Игрок, управляя отрядом солдат, вооружённых автоматами, гранатами и гранатомётами, должен уничтожить всех противников на карте, взорвать все здания или освободить заложников. Поначалу игроку доступен отряд из двух бойцов — Jools и Jops. По мере прохождения миссий, количество солдат в отряде увеличивается. Всего в игре 24 миссии (в бесплатной демоверсии для PC — 8 миссий).
Отряд можно разделять на несколько частей, причём можно распределять между подразделениями ракеты и гранаты. При выборе одного из отрядов второй автоматически переходит в оборону, расстреливая любого приближающегося противника.
Миссии различаются как по климату (джунгли, пустыни, арктика), так и продолжительности. В ряде фаз есть техника, которую можно задействовать. Также на уровнях есть различные ловушки — зыбучие пески, трясины, мины-растяжки. Примечательно, что в качестве ловушки в зимних миссиях может использоваться снеговик (как это показано в заставке к игре для PC-версии).
Версии игры для разных платформ имеют некоторые отличия, например, используются разные заставки, в том числе изображение цветка мака в заставке в версии для приставки «Sega» несколько иное, чем изображение на других платформах, в компьютерной версии во время прохождения отсутствует белый флажок в углу экрана (для того, чтобы сдаться используется клавиатура (клавиша Escape)), в версии для «Sega» нужно нажать на паузу, чтоб перейти в меню управления выбором солдат или просмотра карты. По-разному организовано сохранение: на PC оно происходит путём обычной записи в файл под определённым именем после любой миссии, на «Sega» загрузка на нужный уровень происходит через специальный пароль, а в версии для «Super Nintendo» чтобы попасть на нужный уровень нужно нажать кнопку Select. По разному выглядит финальная заставка: в полной версии для PC сообщается, что «El Presidente» повержен, в демоверсии появляется надпись «The End» («Конец»), а в версии для «Sega» — надпись «Congratulations, You win!» («Поздравляем, Вы победили!»). Немного по-разному звучит и главная композиция для игры, а иногда она и вовсе урезана в два раза (на «Sega», например).
Названия уровней содержат много юмора и каламбуров: например, Pier Pressure (омофон англ. peer pressure — социальное давление), Tank You Very Much…

## Персонажи
Оригинальная игра содержала 360 призывников, обладающих собственными именами. Первые четыре — Jools, Jops, Stoo и Rj — названы по именам разработчиков игры (Джеймс Дин, Джон «Jops» Хейр, Стью Кембридж и Ричард «RJ» Джозеф). После прохождения каждой миссии выжившие бойцы получают повышение по званию (это распространяется и на призывников в запасе). При смерти бойца его имя навсегда остаётся в зале боевой славы с количеством убитых и последним званием. Чем опытнее боец, тем выше его звание и дальность стрельбы.
Первых 40 бойцов зовут Jools, Jops, Stoo, Rj, Ubik, Cj, Chris, Pete, Tadger, Hector, Elroy, Softy, Mac, Bomber, Stan, Tosh, Brains, Norm, Buster, Spike, Browny, Murphy, Killer, Abdul, Spotty, Goofy, Donald, Windy, Nifta, Denzil, Cedric, Alf, Marty, Cecil, Wally, Pervy, Jason, Roy, Peewee и Arnie.

## Воинские звания
Офицерские звания соответствуют званиям армии США.
Рядовой и сержантский состав получают звания в такой последовательности:
- рядовой
- капрал
- сержант
- штаб-сержант (в игре выглядел так: , поскольку для экономии места на экране разработчики срезали два верхних шеврона у этого и последующих сержантских званий)
- сержант первого класса
- мастер-сержант
- главный сержант (сержант-майор)

После сержантов по какой-то причине идут некомандные звания:
- специалист — единственное ныне существующее техническое звание армии США. Ранее именовалось как специалист 4 класса
- специалист 5 класса
- специалист 6 класса
- специалист 7 класса

## Игры в духе Cannon Fodder

### Cannon Soccer
В 1994 году Sensible Software выпустила мини-игру Cannon Soccer (также известную как Cannon Fodder — Amiga Format Christmas Special) к рождественскому диску журнала Amiga Format. В ней содержались два бонусных снежных уровня к Cannon Fodder, в которых солдаты сражались против футболистов из Sensible Soccer.

### Sensible Soccer 92/93 Meets Bulldog Blighty
Диск к Amiga Power 21 содержал демоверсию игры Sensible Soccer Meets Bulldog Blighty (или Sensible Soccer: England vs Germany). Это была пародия на рождественский футбольный матч между немцами и англичанами в 1914 году. Игроки были заменены солдатами из Cannon Fodder, а мяч — на ручную гранату, которая спустя несколько минут начинала мигать и взрывалась, калеча рядом стоящих игроков.

### Gameboy Color
Когда Sensible Software была куплена Codemasters, новые хозяева решили создать порт игры для Game Boy Color. Эта версия была сильно урезана — в отряде было только два бойца, а размеры карт сильно уменьшились, из-за чего проходить игру стало гораздо проще.

### Cannon Fodder на сотовых телефонах
В 2004 году Джон Хейр основал небольшую компанию Tower Studios по производству игр для мобильных телефонов. В 2005 году она выпустила игру Cannon Fodder. Из-за особенности сотовых телефонов для этой игры пришлось радикально переделать управление солдатами.

### Playstation Portable
28 августа 2006 года Codemasters анонсировала игру Cannon Fodder для Playstation Portable. Игра должна была сохранить традиционный вид сверху, но при этом стать полностью трёхмерной. Проект был отменён.

## Пацифизмпротивмилитаризма
Игра была запрещена в Германии за проявляемую жестокость в игре и прославление военных действий. Противника можно было ранить и, пока он истекал кровью и кричал в агонии, можно было подстрелить его ещё и ещё, пока тот не умирал от потери крови.
В целом игра является сатирой на войну — она прославилась тем, что пародировала военные действия и события войны: мак, символ ветеранов Первой мировой войны; нескончаемая очередь добровольцев на войну на фоне холмов с могилами погибших бойцов.
Дикий мак, являющийся символом ветеранов Первой мировой войны, был использован в качестве логотипа игры. Королевский британский легион выступил против такого использования, заявляя, что покупатели могут посчитать, что игра связана с легионом. Издателю Virgin удалось изъять коробки с изображением мака до выхода игры, однако мак остался красоваться на заставке игры, из-за чего разработчикам пришлось добавить надпись «Эта игра никак не связана с Королевским британским легионом».
Руководство пользователя для PC-версии заканчивалось словами: «Cannon Fodder призвана показать, пускай и не совсем обычным способом, что война — это бессмысленная трата жизней и ресурсов. Мы надеемся, что Вам никогда не придётся убедиться в этом лично.» (As Cannon Fodder demonstrates in its own quirky little way, war is a senseless waste of lives and resources. We hope you never find out the hard way).

## Упоминания в других играх
- В игре Darwinia в одном из интро есть загрузчик, который выводит строку «This game is not in any way endorsed by SENSIBLE SOFTWARE». При этом играет главная тема из заставки игры. Также часто Darwinia считают духовным наследником Cannon Fodder.
- В игре 1996 года Mortal Tennis для Amiga в интро есть сообщение «This game is not in any way endorsed by the Royal Mortal Legion».